# Dasyurini
Dasyurini is een geslachtengroep van buideldieren uit de familie der echte roofbuideldieren (Dasyuridae). De wetenschappelijke naam van het geslacht werd in 1820 gepubliceerd door Georg August Goldfuss.

## Indeling
De geslachtengroep telt 24 soorten in 10 geslachten.
- Geslachtengroep Dasyurini
  - Geslacht Dasycercus (Kamstaartbuidelmuizen)
    - Dasycercus blythi (Waite, 1904)[3]
    - Kamstaartbuidelmuis (Dasycercus cristicauda) (Krefft, 1867)

  - Geslacht Dasykaluta
    - Kaluta (Dasykaluta rosamondae) (Ride, 1964)

  - Geslacht Dasyuroides
    - Kamstaartbuidelrat (Dasyuroides byrnei) Spencer, 1896

  - Geslacht Dasyurus (Buidelmarters)
    - Nieuw-Guinese gevlekte buidelmarter (Dasyurus albopunctatus) Schlegel, 1880
    - Zwartstaartbuidelmarter (Dasyurus geoffroii) Gould, 1841
    - Dwergbuidelmarter (Dasyurus hallucatus) Gould, 1842
    - Grote buidelmarter (Dasyurus maculatus) (Kerr, 1792)
    - Dasyurus spartacus Van Dyck, 1987
    - Gevlekte buidelmarter (Dasyurus viverrinus) (Shaw, 1800)

  - Geslacht Myoictis (Gestreepte buidelmarters)
    - Myoictis leucura Woolley, 2005[4]
    - Noordelijke gestreepte buidelmarter (Myoictis melas) (Müller, 1840)
    - Myoictis wallacii Gray, 1858
    - Myoictis wavica Tate, 1947[4]

  - Geslacht Neophascogale
    - Lorentzbuidelmuis (Neophascogale lorentzii) (Jentink, 1911)

  - Geslacht Parantechinus
    - Gespikkelde buidelmuis (Parantechinus apicalis) (Gray, 1842)

  - Geslacht Phascolosorex (Gestreepte buidelmuizen)
    - Phascolosorex doriae (Thomas, 1886)
    - Phascolosorex dorsalis (Peters & Doria, 1876)

  - Geslacht Pseudantechinus
    - Pseudantechinus bilarni (Johnson, 1954)
    - Vetstaartbuidelmuis (Pseudantechinus macdonnellensis) (Spencer, 1896)
    - Pseudantechinus mimulus (Thomas, 1906)
    - Pseudantechinus ningbing Kitchener, 1988
    - Pseudantechinus woolleyae Kitchener & Caputi, 1988

  - Geslacht Sarcophilus
    - Tasmaanse duivel (Sarcophilus harrisii) (Boitard, 1841)